# فرودگاه اسمیت رینولدرز
فرودگاه اسمیت رینولدرز (به انگلیسی: Smith Reynolds Airport) یک فرودگاه همگانی با کد یاتا INT است که یک باند فرود آسفالت دارد و طول باند آن ۲۰۲۸ متر است. این فرودگاه در شهر وینستون-سیلم کشور ایالات متحده آمریکا قرار دارد و در ارتفاع ۲۹۵٫۴ متری از سطح دریا واقع شده است.